# Ajez
Ajez (tiếng Ả Rập: آجز) là một ngôi làng Syria nằm ở Saraqib Nahiyah ở huyện Idlib, Idlib. Theo Cục Thống kê Trung ương Syria (CBS), Ajez có dân số 1108 người trong cuộc điều tra dân số năm 2004.